# Cristian Ortega
Pour les articles homonymes, voir Ortega.
Cristian David Ortega Fontalvo (né le 29 septembre 2000) est un coureur cycliste colombien, spécialisé dans les épreuves de vitesse sur piste.

## Biographie
Jusqu'à l'âge de 16 ans, Cristian Ortega joue au football. Il s'est ensuite essayé au cyclisme après qu'une balade nocturne avec sa tante l'ait inspiré à se lancer dans ce sport à l'âge de 16 ans. Il découvre assez rapidement la piste, où ses capacités de sprinteur sont remarquées. Il intègre le « Proyecto Avanzado de Desarrollo » (PAD), un programme dirigé par le ministère des Sports et la Fédération colombienne de cyclisme,  pour détecter et promouvoir de nouveaux talents sur la piste,. Après le succès au niveau régional, il est rapidement accepté dans l'équipe nationale junior et, juste un an après avoir commencé le cyclisme, il décroche deux médailles aux championnats panaméricains juniors à Cochabamba, dont une d'or sur le kilomètre. Lors de ces championnats, il établit un nouveau record panaméricain du 200 mètres départ lancé pour les juniors, en 9,801 secondes.
En novembre 2021, lors des premiers Jeux panaméricains juniors réservés aux athlètes âgés de 17 à 22 ans, il remporte trois médailles d'or sur le keirin, la vitesse individuelle et par équipes. En avril 2022, il remporte le kilomètre sur la manche de Coupe des nations de Glasgow. Dans les années qui suivent, il remporte de nombreuses autres médailles lors de compétitions en Amérique latine, comme lors des Jeux bolivariens de 2022, des Jeux d'Amérique centrale et des Caraïbes de 2023 et les championnats panaméricains. Il participe également aux championnats du monde en 2022 et 2023.

## Palmarès

### Jeux olympiques
- Paris 2024
  - 7e du keirin

### Championnats de monde
- Saint-Quentin-en-Yvelines 2022
  - 10e de la vitesse par équipes (éliminé au tour qualificatif)[6].
  - 12e du kilomètre (éliminé au tour qualificatif)[7].
  - 13e de la vitesse individuelle[8] (éliminé en huitièmes de finale[9]).
- Glasgow 2023
  - 14e du kilomètre (éliminé au tour qualificatif)[10].
  - 21e de la vitesse individuelle[11] (éliminé en seizièmes de finale[12]).
- Ballerup 2024
  - 4e du kilomètre[13].
  - 6e de la vitesse par équipes[14] (éliminé au premier tour[15]).
  - 13e du keirin[16].

### Coupe des nations
- 2022
  - 1er du kilomètre à Glasgow
  - 2e de la vitesse par équipes à Cali

### Ligue des champions
- 2024
  - 1er du keirin à Apeldoorn (I)
  - 2e du keirin à Apeldoorn (II)
  - 2e du keirin à Londres (I)

### Championnats panaméricains
- Cochabamba 2018 (juniors)
  -  Médaillé d'or du kilomètre juniors
  -  Médaillé d'argent de la vitesse juniors
- Lima 2022
  -  Médaillé d'argent du kilomètre
- San Juan 2023
  -  Médaillé de bronze de vitesse par équipes
- Los Angeles 2024
  -  Médaillé d'argent de vitesse individuelle
  -  Médaillé d'argent du kilomètre
  - Quatrième du keirin[17]
- Asuncion 2025
  -  Médaillé d'argent du kilomètre
  -  Médaillé d'argent de la vitesse par équipes (avec Rubén Darío Murillo et Kevin Quintero)
  -  Médaillé de bronze de vitesse individuelle
  - Septième du keirin[18]

### Jeux d'Amérique centrale et des Caraïbes
- San Salvador 2023
  -  Médaillé d'argent de la vitesse par équipes
  -  Médaillé de bronze du keirin

### Jeux panaméricains juniors
- Cali 2021
  -  Médaillé d'or du keirin
  -  Médaillé d'or de la vitesse
  -  Médaillé d'or de la vitesse par équipes

### Championnats nationaux
- Cali 2021
  -  Médaillé d'argent du keirin[19].
  -  Médaillé d'argent de la vitesse par équipes (avec Anderson Parra et Diego Peña)[20].
  -  Médaillé de bronze du kilomètre[21].
  -  Médaillé de bronze de la vitesse individuelle[22].
- Cali 2022
  -  Médaillé d'argent du kilomètre[23].
  -  Médaillé d'argent de la vitesse individuelle[24].
  -  Médaillé d'argent de la vitesse par équipes (avec Anderson Parra et Diego Peña)[25].
- Medellín 2023
  -  Médaillé d'or du kilomètre[26].
  -  Médaillé d'argent de la vitesse individuelle[27].
  -  Médaillé de bronze de la vitesse par équipes (avec Diego Peña et Francisco Jaramillo)[28].
- Juegos Nacionales Eje Cafetero 2023
  -  Médaillé d'or du keirin des XXII Juegos Deportivos Nacionales[29].
  -  Médaillé d'argent du kilomètre des XXII Juegos Deportivos Nacionales[30].
  -  Médaillé d'argent de la vitesse individuelle des XXII Juegos Deportivos Nacionales[31].
  -  Médaillé d'argent de la vitesse par équipes des XXII Juegos Deportivos Nacionales (avec Anderson Parra et Diego Peña)[32].
- Medellín 2024
  -  Médaillé d'or de la vitesse individuelle[33].
  -  Médaillé d'argent du kilomètre[34].
  -  Médaillé d'argent de la vitesse par équipes (avec Francisco Jaramillo, Nicolás Olivera et Federico Álvarez)[35].
  -  Médaillé de bronze du keirin[36].